# برنامه گراهام نورتون
برنامه گراهام نورتون (انگلیسی: The Graham Norton Show) یک تاک شو کمدی بریتانیایی است که توسط گراهام نورتون اجرا می‌شود. این برنامه ابتدا از بی‌بی‌سی دو تا ۲۲ فوریه ۲۰۰۷ پخش می‌شد، ولی از اکتبر ۲۰۰۹ تاکنون از بی‌بی‌سی وان پخش می‌شود و در حال حاضر عصر جمعه پخش می شود.